# アイルトン・フェレイラ・ダ・シウヴァ
アイルトン・パヴィリョン（Aírton Pavilhão）ことアイルトン・フェレイラ・ダ・シウヴァ（ポルトガル語: Aírton Ferreira da Silva、1934年10月31日 - 2012年4月3日）は、ブラジルの元サッカー選手。元ブラジル代表。ポジションはDF。

## クラブ歴
ポルトアレグレ出身。GEフォルサ・エ・ルスでサッカー選手となった。1954年にグレミオFBPAに移籍すると、期限付き移籍で1960年にサントスFCに行った後復帰し、1967年まで在籍した。この間にグレミオでカンピオナート・ガウショを11回制覇している。その後は、クルゼイロEC、SCグアラニーに在籍した。

## 代表歴
ブラジル代表としてパンアメリカン選手権1956に出場し優勝した。